# Lucia emperanus
Lucia emperanus är en fjärilsart som beskrevs av Pieter Cornelius Tobias Snellen 1872. Lucia emperanus ingår i släktet Lucia och familjen juvelvingar. Inga underarter finns listade i Catalogue of Life.